# Asylum Years
Asylum Years è la seconda raccolta di successi del cantautore statunitense Tom Waits. L'album ripresenta più della metà delle tracce presenti in Anthology of Tom Waits.

## Tracce
- Tutte le canzoni sono state scritte da Tom Waits, eccetto dove annotato diversamente.

Versione CD
1. Diamonds on My Windshield – 3:08
2. (Looking For) The Heart of Saturday Night – 3:55
3. Martha – 4:29
4. The Ghosts of Saturday Night (After Hours at Napoleone's Pizza House) – 3:14
5. Grapefruit Moon – 4:49
6. Small Change – 5:05
7. Burma Shave – 6:33
8. I Never Talk to Strangers – 3:41
9. Tom Traubert's Blues – 6:34
10. Blue Valentines – 5:54
11. Potter's Field – 8:44 (Alcivar, Waits)
12. Kentucky Avenue – 4:51
13. Somewhere (Da West Side Story) – 3:53 (Leonard Bernstein, Stephen Sondheim)
14. Ruby's Arms – 5:35

Versione LP (2 Lp)
1. Ol 55
2. Martha
3. Rosie
4. Shiver Me Timber
5. San Diego Serenade
6. Diamonds on my Windshield
7. (Looking For) The Heart of Saturday Night
8. The Ghosts of Saturday Night (After Hours at Napoleone's Pizza House)
9. Small Change
10. Tom Traubert's Blues
11. Step Right Up
12. Burma Shave
13. Foreing Affairs
14. Mr. Henry (Inedito)
15. The Piano has been Drinking
16. Potter's Field
17. Kentucky Avenue
18. Somewhere
19. On the Nickel
20. Ruby's Arms